# Kepler-10
Kepler-10, trước đây được gọi là KOI-72, là một sao giống Mặt Trời nằm trong chòm sao Thiên Long cách Trái Đất khoảng 173 parsec (560 ly). Kính viễn vọng không gian Kepler, một kính viễn vọng không gian của NASA, đã phát hiện ra Kepler-10, và sứ mệnh Kepler xác định rằng đây được coi là ngôi sao đầu tiên là sao chủ của một ngoại hành tinh nhỏ đang quá cảnh (transit). Kepler-10 có khối lượng nhỏ hơn, kích thước lớn hơn và nhiệt độ thấp hơn một chút so với Mặt Trời; với độ tuổi ước tính là 11,9 tỷ năm, gần gấp 2,6 lần tuổi của Mặt Trời.
Kepler-10 là sao chủ của hệ hành tinh gồm ít nhất ba hành tinh. Hành tinh thứ nhất là hành tinh đất đá Kepler-10b, được phát hiện trên quỹ đạo sau 8 tháng quan sát và được công bố vào ngày 10 tháng 1 năm 2011. Hành tinh này quay rất gần với ngôi sao chủ, hoàn thành một quỹ đạo sau mỗi 0,8 ngày, và có khối lượng riêng tương đương với sắt. Hành tinh thứ hai là Kepler-10c, được xác nhận vào ngày 23 tháng 5 năm 2011, dựa trên các quan sát tiếp theo của Kính viễn vọng không gian Spitzer. Dữ liệu cho thấy hành tinh có chu kỳ quỹ đạo 42,3 ngày, và có bán kính gấp đôi Trái Đất và có khối lượng riêng cao hơn khiến Kepler-10c trở thành hành tinh đất đá có khối lượng lớn nhất trong các hành tinh được phát hiện từ tháng 6 năm 2014. Hành tinh thứ ba, Kepler-10d, được phát hiện vào năm 2023 nhờ phương pháp vận tốc xuyên tâm (radial velocity method).

## Danh pháp và lịch sử
Kepler-10 được đặt tên như vậy vì đây là hệ hành tinh thứ mười được quan sát bởi Kính viễn vọng không gian Kepler, một kính viễn vọng không gian do NASA thiết kế để tìm kiếm các hành tinh dạng Trái Đất đang quá cảnh. Quá cảnh làm ngôi sao chủ mờ đi một chút; hiệu ứng mờ đi định kỳ này sau đó sẽ được ghi nhận bởi Kepler. Sau 8 tháng quan sát từ tháng 5 năm 2009 đến tháng 1 năm 2010, Kepler đã xác nhận Kepler-10b là ngoại hành tinh đất đá đầu tiên được phát hiện bởi Kính viễn vọng không gian Kepler. Kepler-10 là ngôi sao mục tiêu đầu tiên của Kepler bị nghi ngờ có một hành tinh nhỏ trên quỹ đạo. Do đó, việc xác nhận khám phá của Kepler được ưu tiên bởi các kính viễn vọng tại Đài thiên văn W. M. Keck ở Hawaii. Khám phá sau đó đã được xác nhận thành công. Mặc dù đã có nhiều ngoại hành tinh đất đá có tiềm năng được phát hiện trong quá khứ, Kepler-10b là hành tinh đất đá đầu tiên được phát hiện một cách chắc chắn.
Việc phát hiện ra Kepler-10b được công bố trước công chúng trong một cuộc họp mùa đông của Hiệp hội Thiên văn học Hoa Kỳ vào ngày 10 tháng 1 năm 2011 tại Seattle. Vào ngày 23 tháng 5 năm 2011, sự tồn tại của Kepler-10c đã được khẳng định tại cuộc họp AAS lần thứ 218 ở Boston.

## Đặc điểm
Kepler-10 là một sao dãy chính loại G, giống như Mặt Trời. Với khối lượng 0,895 (± 0,06) M☉và bán kính 1.056 (± 0.021) R☉, ngôi sao này có khối lượng nhỏ hơn Mặt Trời khoảng 10% và kích thước lớn hơn 5% so với Mặt Trời. Độ kim loại của Kepler-10, được đo bằng [Fe / H] (lượng sắt trong sao), là −0,15 (± 0,04); điều này có nghĩa là độ kim loại của sao này bằng khoảng 70% so với Mặt Trời. Độ kim loại có xu hướng đóng một vai trò lớn trong việc hình thành các hành tinh, xác định xem chúng có hình thành hay không và sẽ hình thành loại hành tinh nào. Ngoài ra, Kepler-10 được ước tính có độ tuổi là 11,9 tỷ năm và có nhiệt độ hiệu dụng là 5.627 (± 44) K; Để so sánh, Mặt Trời trẻ hơn và nóng hơn, với độ tuổi 4,6 tỷ năm và có nhiệt độ hiệu dụng là 5.778 K (5.505 °C).
Kepler-10 nằm cách Trái Đất khoảng 173 (± 27) parsec, tương đương 560 năm ánh sáng. Ngoài ra, cấp sao biểu kiến – độ sáng của một thiên thể khi nhìn từ Trái Đất – của Kepler-10 là 10,96; do đó con người không thể nhìn thấy ngôi sao này bằng mắt thường.

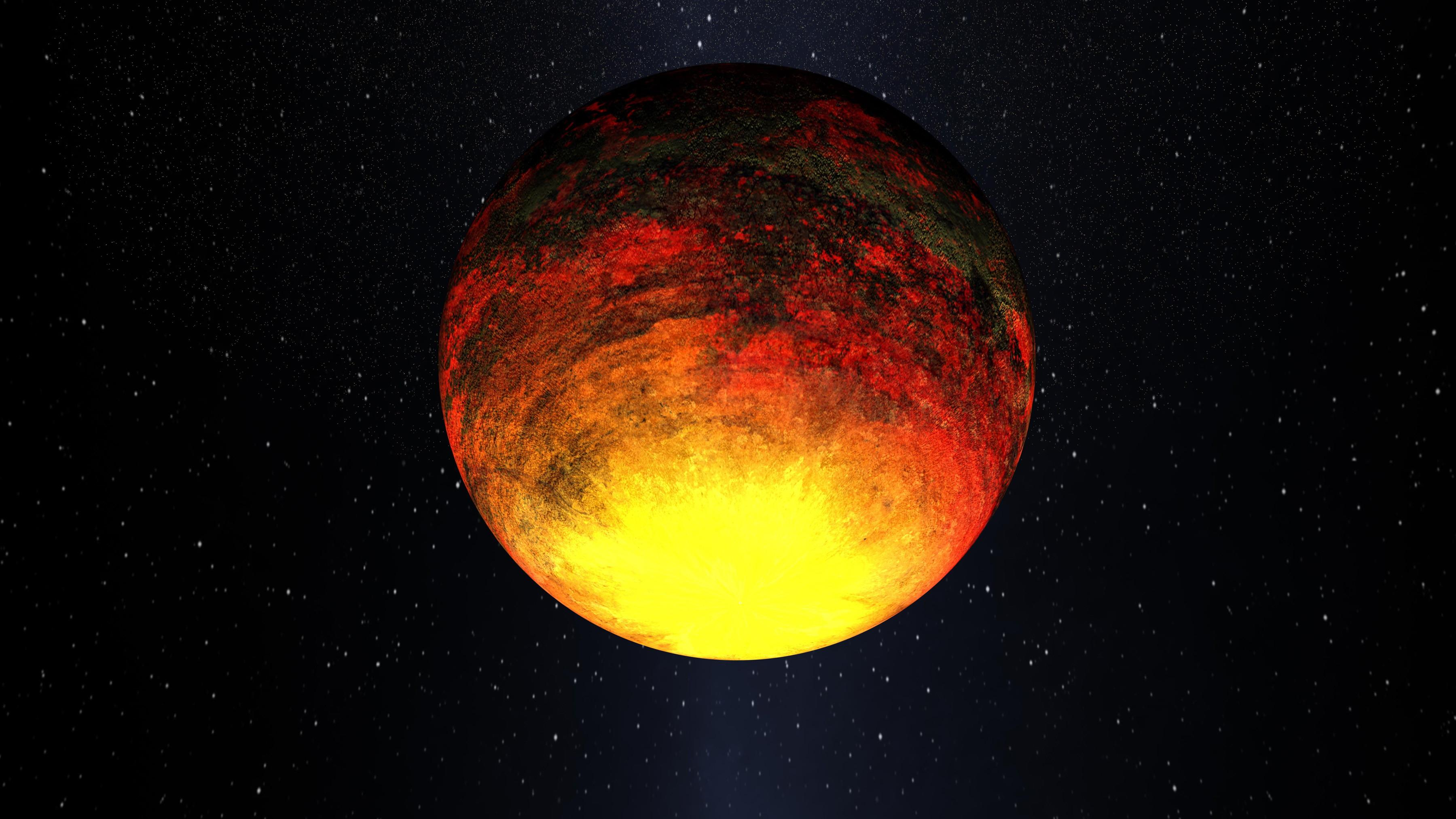
Minh họa về hành tinh Kepler-10b.

## Hệ hành tinh
Theo danh pháp ngoại hành tinh thông thường, hành tinh đầu tiên được phát hiện quay quanh Kepler-10 được gọi là Kepler-10b. Công bố vào năm 2011, đây là hành tinh đất đá đầu tiên được xác định bên ngoài Hệ Mặt Trời. Hành tinh này có khối lượng gấp 3,33 ± 0,49 lần M🜨 và có bán kính gấp 1,47+0,03
−0,02 lần so với Trái Đất. Hành tinh này quay quanh Kepler-10 ở khoảng cách 0,01684 AU mỗi 0,8375 ngày; điều này có thể được so sánh với quỹ đạo và chu kỳ quỹ đạo của Sao Thủy, hành tinh quay quanh Mặt Trời ở khoảng cách 0,3871 AU mỗi 87,97 ngày. Do quỹ đạo của Kepler-10b rất gần với ngôi sao chủ nên độ lệch tâm của hành tinh này gần như bằng không. Do đó, Kepler-10b có một quỹ đạo cực kỳ tròn.
Kepler-10c cũng được phát hiện bởi sứ mệnh Kepler của NASA và là ngoại hành tinh thứ hai được phát hiện quay quanh Kepler-10. Các phép đo vận tốc xuyên tâm của Kepler-10c cho thấy rằng hành tinh này có khối lượng 17,2 ± 1,9 khối lượng Trái Đất và bán kính 2,35 bán kính Trái Đất, khiến Kepler-10c trở thành hành tinh đất đá lớn nhất được biết đến vào năm 2014. Kepler-10c quay quanh Kepler-10 ở khoảng cách 0,24 AU mỗi 45,29 ngày. Tuy nhiên, vào tháng 7 năm 2017, phân tích cẩn thận hơn về dữ liệu HARPS-N và HIRES cho thấy Kepler-10c có khối lượng nhỏ hơn nhiều so với suy đoán ban đầu, thay vào đó là khoảng 7.37 (6.18 đến 8.69) M🜨 với khối lượng riêng trung bình là 3,14 g/cm3. Thay vì có thành phần chủ yếu là đá, khối lượng được xác định chính xác hơn của Kepler-10c cho thấy một hành tinh được tạo thành gần như hoàn toàn từ các chất dễ bay hơi, chủ yếu là nước.

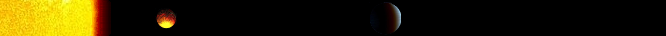
Hệ hành tinh Kepler-10.

| Thiên thể đồng hành (thứ tự từ ngôi sao ra) | Khối lượng      | Bán trục lớn (AU) | Chu kỳ quỹ đạo (ngày) | Độ lệch tâm | Độ nghiêng        | Bán kính           |
| ------------------------------------------- | --------------- | ----------------- | --------------------- | ----------- | ----------------- | ------------------ |
| b                                           | 3.33±0.49 M🜨    | 0.01684           | 0.837495              | 0           | 84.8+3.2 −3.9°    | 1.47+0.03 −0.02 R🜨 |
| c                                           | 737+132 −119 M🜨 | 0.2410            | 45.29485              | 0           | 89.59+0.25 −0.43° | 2.35+0.09 −0.04 R🜨 |
| d                                           | 57+19 −17 M🜨    | 0.366             | 102 ± 1               | ?           | ?°                | ? R🜨               |